# Вишеструко убиство у Дубони и Малом Орашју
Дана 4. маја 2023. године, нападач Урош Блажић наоружан јуришном пушком убио је деветоро људи, а ранио тринаест на две локације, у Дубони и у суседном Малом Орашју.
Блажић је кренуо у приближно 21.45 из своје викендице у селу Шепшин, те неколико километара даље отворио ватру из аутомобила у Дубони, селу у општини Младеновац у граду Београду, а затим и у суседном Малом Орашју, селу које се налази у граду Смедереву. Убио је девет људи, укључујући једног полицајца који је био ван дужности, док је ранио тринаест лица. Окривљени је ухапшен следећега дана у јутарњим часовима у селу Вињиште код Крагујевца. До пуцњаве је дошло дан после вишеструког убиства у Огледној основној школи „Владислав Рибникар”.

## Позадина
Србија има строге законе о оружју, али и једну од највећих стопа поседовања оружја по глави становника у свету. Србија је 2021. године, са процењених 39 оружја у приватном власништву на 100 становника, била трећа земља у свету у овој статистици, иза Сједињених Америчких Држава и Јемена. Уз етаблирану традицију поседовања оружја, многа домаћинства чувају ратне трофеје из ратова 20. века. Илегално оружје је постало широко распрострањено у неким земљама региона након југословенских ратова 1990-их.
Масовне пуцњаве су ретке у Србији, као и у ширем региону Балкана. У 21. веку, пре 2023. године, су се догодила три ранија масовна убиства: у Јабуковцу 2007. године у коме је девет људи убијено, а пет рањено, у Великој Иванчи 2013. године, где је убијено 14 људи и у Житишту 2016. у коме је пет особа погинуло, а 22 повређено. У Великој Плани 2019. године дошло је до покушаја пуцњаве у школи, али је починилац заустављен након што је испалио два метка у плафон.
Дан раније, 3. маја 2023. године, малолетни К.К. (13) убио је 10 и ранио 6 особа у масовној пуцњави у Огледној основној школи "Владислав Рибникар''. Према важећем Кривичном закону Републике Србије, починилац не може кривично одговарати јер нема навршених четрнаест година.

## Пуцњава
Окривљени 21-годишњи Урош Блажић је био са некима од жртава када је избила свађа у дворишту школе.  Наводно је из своје куће зграбио пушку и почео да пуца у Дубони, након чега је отишао у Мало Орашје. Након прве пуцњаве која се догодила око 23:30, полиција је расписала потерницу за њим и трагала за њим у Малом Пожаревцу, где је последњи пут виђен. У 00:15 пријављена је пуцњава у суседном селу Шепшин. Тамо је полиција уочила окривљеног и он је наводно пуцао на њих. Након пуцњаве затворени су сви путеви према Дубони и Шепшину. После пуцњаве окривљени је киднаповао таксисту и путницу у возилу, те је таксисти наредио да га вози до Грошнице.
Окривљени је ухапшен у јутарњим часовима 5. маја у Вињишту, код Крагујевца. Наводно је био сам када је дошло до пуцњаве. Ухапшени су и стриц и деда окривљеног, где се он крио након пуцњаве. Полиција је у кући деде окривљеног пронашла бомбе, експлозивне направе, митраљезе и муницију.

## Жртве
Укупно је убијено 9 лица, старости између 15 и 26 година, од тога 6 у Малом Орашју, а 3 у Дубони, док је рањено 13 лица.
| Убијени у Малом Орашју: - Никола Милић (15) - Александар Миловановић (15) - Лазар Миловановић (20) - Марко Митровић (18) - Немања Стевановић (21) - Петар Митровић (26) | Убијени у Дубони: - Кристина Панић (19) - Милан Панић (21) - Далибор Тодоровић (25) |

## Реакције
Пријављено је да су специјалне полицијске снаге стигле у у Младеновац и Дубону. Полицајци су поставили контролне пунктове и зауставили аутомобиле док су тражили нападача. Хеликоптери, беспилотне летелице и више полицијских патрола су такође послате у област око Дубоне. Министарка здравља Даница Грујичић и начелник Безбедносно-обавештајне агенције Александар Вулин наводно су отпутовали у то подручје. Давање крви за рањенике организовало је Министарство здравља Републике Србије.
Министар унутрашњих послова Републике Србије Братислав Гашић и председник Србије Александар Вучић осудили су пуцњаву као терористички акт. Вучић је на конференцији за новинаре, супротно Кривичном законику који прописује да може за ово дело добити највише 20 година, рекао је да извршилац кривичног дела „више неће угледати светлост дана“, да „неће изаћи из затвора“, као и да ће сви људи који имају оружје проћи ревизију. Такође је најавио да ће бити предложене нове мере за „скоро потпуно разоружање Србије“. Бројни стручњаци за терористичке нападе оповргли су тврдњу да се ради о терористичком акту јер фале многе активности које по дефиницији припадају таквим догађајима.

## Последице
Влада Србије је прогласила тродневну жалост, почев од 5. маја, па се она подударила са тродневном жалости поводом вишеструког убиства у београдској основној школи, дан раније.
Јануара 2024. Виши суд у Смедереву потврдио је оптужницу против Уроша Блажића.
Урош Блажић проглашен је кривим пред Вишим судом у Смедереву и осуђен максималном затворском казном од 20 година. У исто време, кривим је проглашен и његов отац Радиша Блажић, потпуковник Војске Србије у пензији. И он је такође осуђен на 20 година због незаконите производње и држања, ношење и стављање у промет оружја и експлозивних материја којим је злочин и почињен, и то на 12 година затвора и за кривично дело тешко дело против опште сигурности на 10 година.